# Capella
För andra betydelser, se Capella (olika betydelser).
Capella eller Alfa Aurigae (α Aurigae förkortat Alfa Aur, α Aur) är den tredje ljusstarkaste stjärnan på norra stjärnhimlen och den sjätte ljusstarkaste stjärnan på hela himlavalvet. Den ligger närmare norra himmelspolen än någon annan ljusstark stjärna (Polstjärnan är ganska ljussvag i jämförelse) och har därför spelat en viktig roll i många mytologiska berättelser. En akkadisk inskription som daterats till 2000 f.Kr. hänvisar till Capella. I astrologin varslar Capella om civila och militära hedersbetygelser och stundande förmögenhet.
I astronomin är Capella intressant eftersom den egentligen är en flerdubbel stjärna – alltså ett stjärnsystem. Capella består av fyra komponenter varav jättestjärnorna Aa och Ab utgör den näst ljusstarkaste spektroskopiska dubbelstjärnan. Komponent Aa har spektraltyp K0 III och komponent Ab spektraltyp G1 III. Komponenterna C och D är röda dvärgar, med spektraltyperna M1 respektive M4.
Stjärnsystemet ligger 42,9 ljusår  från jorden (baserat på Hipparchos parallaxmätning à 76,20 ± 0,46 millibågsekunder).

## Egenskaper
Capella Aa och Capella Ab har förbrukat förrådet av väte i dess kärna, avkylts och expanderat bort från huvudserien. De ligger i en mycket snäv omloppsbana med en separation av 0,74 AE och en omloppsperiod på 104 dygn. Capella Aa är den svalare och mer lysande av de två med spektralklass K0 III. Den har en luminositet som är 78,7 ± 4,2 gånger solens och 11,98 ± 0,57 gånger dess radie. Den genererar energi genom termonukleär fusion av helium till kol och syre i dess kärna. Capella Ab är något mindre och varmare och av spektralklass G1 III.  Den är 72,7 ± 3,6 gånger så ljus som solen och har 8,83 ± 0,33 gånger dess radie. Den ligger i Hertzsprungklyftan, som utgör en kort underjättefas där den expanderar och svalnar för att bli en röd jätte.
Capella är en av de ljusaste källorna till röntgenstrålning på himlen, vilket huvudsakligen antas komma från coronan hos Capella Aa. 

## Stjärnorna i Capellas närhet
Capella har sex visuella följeslagare, dvs. stjärnor som verkar tillhöra Capellas stjärnsystem, men som i själva verket är långt bort och bara sammanfaller i synlinjen från jorden betraktat. De har fått det sammanfattande namnet WDS 05167+4600.
| Komponent angiven i förhållande till Capella A | Rektascension Epok J2000.0 | Deklination Epok J2000.0 | Observerad epok | Avstånd från Capella A | Vinkel till Capella A | Magnitud |  |
| ---------------------------------------------- | -------------------------- | ------------------------ | --------------- | ---------------------- | --------------------- | -------- |  |
| B                                              | 05h 16m 42,7s              | +46° 00′ 55″             | 1898            | 46,6″                  | 23°                   | 17,1     |  |
| C                                              | 05h 16m 35,9s              | +46° 01′ 12″             | 1878            | 78,2″                  | 318°                  | 15,1     |  |
| D                                              | 05h 16m 40,1s              | +45° 58′ 07″             | 1878            | 126,2″                 | 183°                  | 13,6     |  |
| E                                              | 05h 16m 30s                | +46° 02′                 | 1908            | 154,1″                 | 319°                  | 12,1     |  |
| F                                              | 05h 16m 48,75s             | +45° 58′ 30,84″          | 1999            | 112,0″                 | 137°                  | 10,21    |  |
| G                                              | 05h 16m 31,85s             | +46° 08′ 27,42″          | 2003            | 522,4″                 | 349°                  | 8,10     |  |

## Etymologi
Capella kommer från latin och är diminutiv av Capra i betydelsen getter. Namnet lilla geten hänsyftar på geten som Kusken bär på sin vänstra axel. 

## Landskapsstjärna
Capella är Dalarnas landskapsstjärna.